# Melanitis ribbei
Melanitis ribbei är en fjärilsart som beskrevs av Johannes Karl Max Röber 1886. Melanitis ribbei ingår i släktet Melanitis och familjen praktfjärilar. Inga underarter finns listade i Catalogue of Life.